# مركز كارتر

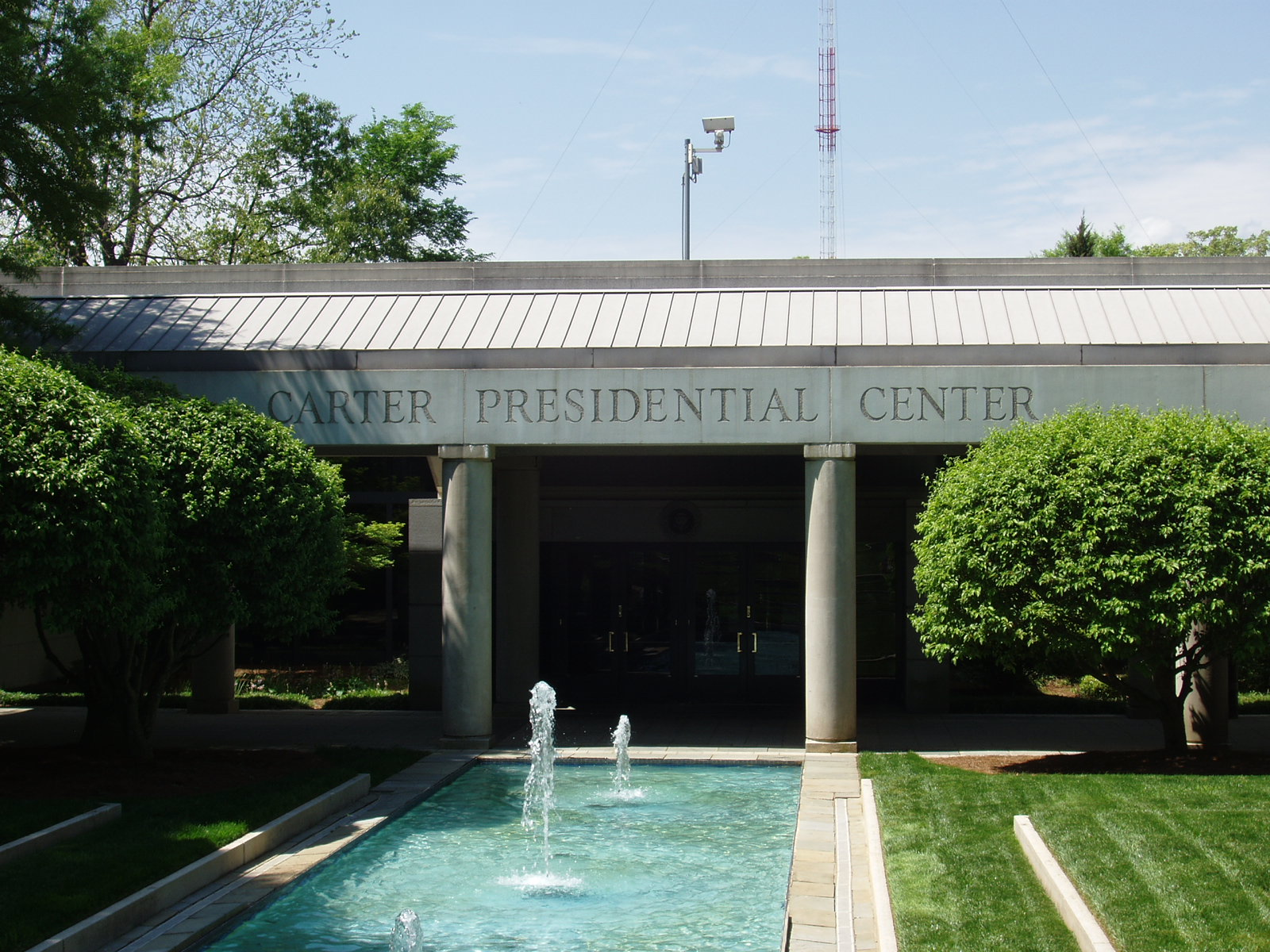
مركز كارتر الرئاسي

مركز كارتر هو منظمة غير حكومية وغير ربحية أسسها رئيس الولايات المتحدة الأمريكية جيمي كارتر في عام 1982. أسس جيمي كارتر وزوجته روزالين كارتر شراكة مع جامعة إيموري بعد خسارته في الانتخابات الرئاسية الأمريكية في عام 1980. يقع المركز في مبنى مشترك ملاصق لمكتبة ومتحف جيمي كارتر على مساحة 37 فدان (150,000 متر مربع) من الحدائق، في موقع حي كوبن هيل المهدم، على بعد ميلين (3 كم) من وسط مدينة أتلانتا في ولاية جورجيا. تعود ملكية منشأة المكتبة والمتحف وإدارتها إلى إدارة الأرشيف والوثائق الوطنية الأمريكية، بينما يخضع المركز لإدارة مجلس الأمناء، الذي يتألف من عدد من قادة الأعمال، والمعلمين، والمسؤولين الحكوميين السابقين وفاعلي الخير.
يهدف مركز كارتر إلى تعزيز حقوق الإنسان والحد من المعاناة الإنسانية، بما في ذلك المساعدة على تحسين جودة حياة الناس في أكثر من 80 دولة. أطلق المركز العديد من المشاريع بما في ذلك مراقبة الانتخابات، ودعم بناء الدولة القائم على القيادة المحلية وبناء المؤسسات الديمقراطية في العديد من الدول، بالإضافة إلى التوسط في النزاعات بين الدول المتحاربة والتدخل لدى رؤساء الدول نيابة عن ضحايا انتهاكات حقوق الإنسان. يقود المركز أيضًا الجهود المبذولة للقضاء على الأمراض، إذ ترأس حملة للقضاء على داء دودة غينيا، فضلًا عن حملات التوعية الهادفة للسيطرة على داء كلابية الذنب، والتراخوما، وداء الفيل والملاريا وعلاجها.
في عام 2002، حصل كارتر على جائزة نوبل للسلام عن عمله في «إيجاد حلول سلمية للنزاعات الدولية، والنهوض بالديمقراطية وحقوق الإنسان وتعزيز التنمية الاقتصادية والاجتماعية» من خلال مركز كارتر. في عام 2007، كتب كارتر سيرته الذاتية بعنوان ما وراء البيت الأبيض: إحلال السلام، ومكافحة الأمراض وبناء الأمل، التي روت أول 25 عام من تأسيس مركز كارتر.

## برامج السلام

### مراقبة الانتخابات
تولى مركز كارتر مهام مراقبة الانتخابات، إذ أرسل عددًا من فرق المراقبة بهدف البت بشرعية 115 عملية انتخاب مختلفة في 40 دولة منذ عام 1989. اعتبر خبراء مراقبة الانتخابات مركز كارتر بمثابة جهاز مراقبة «عالي الجودة» للانتخابات. لعب مركز كارتر دورًا هامًا في إعلان المبادئ الخاصة بمراقبي الانتخابات الدولية، ما ساهم بتقنين قواعد أفضل الممارسات لمراقبي الانتخابات.
يعمل مراقبو مركز على تحليل قوانين الانتخابات، وتقييم تثقيف الناخبين وعمليات التسجيل، بالإضافة إلى تقييم العدالة داخل عملية الانتخاب. يساهم وجود مراقبي الانتخابات بمنع محاولات الاحتيال أو التلاعب بالانتخابات، ويضمن للناخبين القدرة على الإدلاء بأصواتهم بأمان وسرية فضلًا عن ضمان تصنيف النتائج دون العبث بها.
تضم الفرق عادة 30-100 مراقب محايد على درجة عالية من التأهيل – القادة الإقليمين، والعلماء السياسيين، والأخصائيين الإقليميين وخبراء مراقبة الانتخابات.
لا يرسل مركز كارتر المراقبين إلا بدعوة من السلطات الانتخابية للدولة وترحيب من غالبية الأحزاب السياسية. لا يتدخل المراقبون في العملية الانتخابية ولا يمثلون حكومة الولايات المتحدة.
تعرضت مصادقة مركز كارتر على العملية الانتخابية في استفتاء نقض ولاية الرئيس الفنزويلي 2004 لتشكيك مركز سياسة الأمن. أخبر دوغ شون محلل قناة فوكس نيوز مايكل بارون من يو إس نيوز آند وورد ريبورت: «أفادتنا مصادرنا الداخلية بوجود احتيال في اللجنة المركزية الفنزويلية». تحقق مركز كارتر من هذه الادعاءات وأصدر بيانًا وتحليلًا إحصائيًا ليعيد تأكيد استنتاجاته الأصلية.
لعب مركز كارتر دورًا جوهريًا – بالتعاون مع قسم مساعدة الانتخابات التابع للأمم المتحدة والمعهد الديمقراطي الوطني – في بناء إجماع على مجموعة المبادئ الدولية العامة لمراقبة الانتخابات. قاد المركز أيضًا جهود تطوير منهجيات فعالة من أجل مراقبة الانتخابات من خلال توظيف عدد من تقنيات التصويت الانتخابية الجديدة.
في انتخابات الولايات المتحدة الأمريكية لعام 2020، عمل مركز كارتر على مراقبة أجزاء من عملية الانتخاب في وطنه للمرة الأولى في تاريخ الولايات المتحدة. في هذا السياق، أطلق المركز العديد من الحملات الإعلامية بهدف تعزيز الثقة بالعملية الانتخابية. في 13 نوفمبر 2020، أعلن المركز توليه عمليات إعادة العد اليدوية للأصوات في جورجيا من أجل «المساعدة في تدعيم الشفافية والثقة في نتائج الانتخابات».

### تعزيز الديمقراطية ما بعد الانتخابات
يدعم مركز كارتر نمو المؤسسات الديمقراطية لضمان احترام سيادة القانون وحقوق الإنسان، وضمان نزاهة القرارات الحكومية وشفافيتها وامتلاك الجميع للموارد الكافية من أجل المنافسة على المراكز العامة بشكل عادل.
على سبيل المثال، يدعم المركز جهود القادة المدنيين في إثيوبيا لعقد الاجتماعات والمباحثة في القضايا الاجتماعية والسياسية الشائكة والأكثر إلحاحًا التي تواجه الدولة، بينما يحافظ المركز على وجود محدود له في الأراضي الفلسطينية، تحديدًا في رام الله، بهدف التركيز على المراقبة والتحليل المستمرين لقضايا التطوير الديمقراطي الحرجة.
تشمل المبادرات الديمقراطية في أمريكا اللاتينية دعم البرامج الإقليمية للوصول إلى المعلومات، وإنشاء شبكة دعم بين الأمريكيتين وإصلاح تمويل الحملات السياسية. يلعب مجلس الرؤساء ورؤساء الوزراء في الأمريكيتين التابع للمركز دورًا هامًا في الوصول إلى هذه الأهداف.
يروج مركز كارتر أيضًا لانتشار النماذج، والدروس وأفضل الممارسات الخاصة بالديمقراطيات الناشئة والمنظمات الإقليمية من أجل الحوكمة الديمقراطية. يتمثل الهدف من ذلك في تمكين أولئك في البلدان التي تمر بمرحلة انتقالية ممن يحاولون بناء مؤسسات وممارسات ديمقراطية قوية.

### تعزيز حقوق الإنسان
يؤمن مركز كارتر باستحقاق جميع الناس لحقوق الإنسان الأساسية. تشمل هذه الحقوق كلًا من الحقوق السياسية، مثل السلام، والحرية والحكم الذاتي، بالإضافة إلى الحقوق الاجتماعية، بما في ذلك الصحة، والرعاية، والغذاء، والمأوى والفرص الاقتصادية.
يدعم المركز بقوة الناشطين الحقوقيين حول العالم. بشراكة مع منظمة حقوق الإنسان أولًا ومكتب المفوضية السامية للأمم المتحدة لحقوق الإنسان، يعقد المركز منتدى سياسة الناشطين الحقوقيين السنوي الذي يستضيفه الرئيس كارتر في أتلانتا.
توسط الرئيس كارتر وزوجته لدى رؤساء الدول نيابة عن الناشطين الحقوقيين وضحايا انتهاكات حقوق الإنسان لأكثر من عشرين عام. غالبًا ما ينقلون مخاوفهم بشأن حقوق الإنسان إلى رؤساء الدول في مقابلات شخصية ومن خلال الرسائل.
يُعد كل من المركز والرئيس كارتر داعمين قويين لمجلس حقوق الإنسان التابع للأمم المتحدة والمحكمة الجنائية الدولية. يرفض كلاهما عقوبة الإعدام ويحثان على إلغائها في الولايات المتحدة.

### التوسط في النزاعات
نظرًا إلى نجاح الرئيس كارتر في مفاوضات البيت الأبيض على معاهدة السلام طويلة الأمد بين اسرائيل ومصر، توجهت العديد من المجموعات المتنازعة إلى مركز كارتر لمساعدتهم على منع النزاع وإيجاد حل له. مع افتقاره أي سلطة رسمية، أصبح المركز وسيطًا موثوقًا للسلام، إذ عمل كقناة للحوار والتفاوض.